# The Hound of the Baskervilles (1959)
The Hound of the Baskervilles is een Britse horror- en misdaadfilm van Terence Fisher die uitgebracht werd in 1959.
Het scenario is gebaseerd op het gelijknamige detectiveverhaal (1902) van Sir Arthur Conan Doyle.

## Verhaal
Aan het einde van de 18e eeuw pleegde Sir Hugo Baskerville, een duivelse en wrede edelman die vanuit zijn landgoed Baskerville Hall hardvochtig over Devon heerste, een moord op een boerin. Daarop werd Sir Hugo aangevallen en dodelijk verwond door een monsterachtig grote hond.
Honderd jaar later komt Sir Charles Baskerville, een nakomeling van Sir Hugo, in mysterieuze omstandigheden om het leven op de heide. Vermits voor hem ook al leden van de familie Baskerville op een geheimzinnige manier aan hun einde gekomen zijn flakkert de legende opnieuw op dat een monster het gemunt heeft op de erfgenamen van Baskerville Hall.
Dokter Mortimer, een goede vriend van Sir Charles, brengt Sherlock Holmes en dokter Watson op de hoogte van de vloek die op het geslacht Baskerville rust. Hij vraagt hen het verdachte overlijden van Sir Charles te onderzoeken. Hij stelt hen vervolgens voor aan Sir Henry, de neef van Sir Charles. Henry is de nieuwe erfgenaam die vanuit Zuid-Afrika overgekomen is om zich op het landgoed te vestigen. Holmes verzoekt Watson in te staan voor de bescherming van Sir Henry. Watson moet Henry vooral weg te zien houden van de spookachtige venen waar diens voorouders omgekomen zijn. Ondertussen verricht Holmes zelf geheim speurwerk.

## Rolverdeling
| Acteur           | Personage               |
| ---------------- | ----------------------- |
| Peter Cushing    | Sherlock Holmes         |
| André Morell     | dokter Watson           |
| Christopher Lee  | Sir Henry Baskerville   |
| Marla Landi      | Cecil Stapleton         |
| David Oxley      | Sir Hugo Baskerville    |
| Francis de Wolff | dokter Richard Mortimer |
| Miles Malleson   | bisschop Frankland      |
| Ewen Solon       | Stapleton               |
| John Le Mesurier | Barrymore               |
| Helen Goss       | mevrouw Barrymore       |